# Composizioni di Francis Poulenc

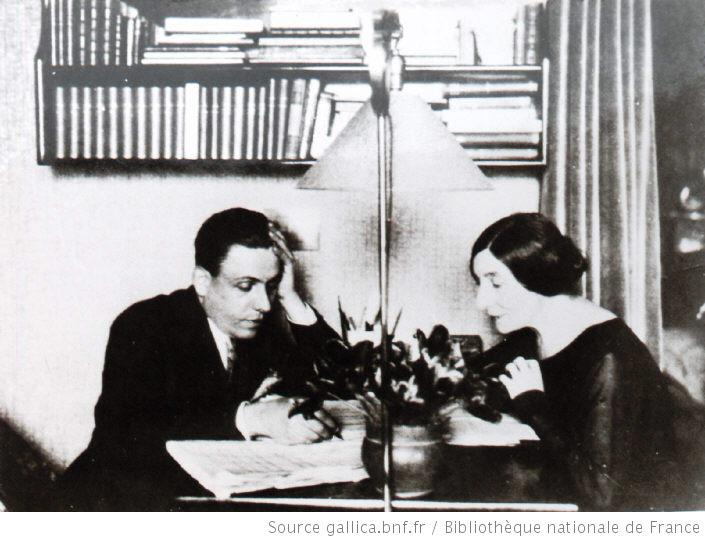
A sinistra, Poulenc nel 1930.

Lista delle composizioni di Francis Poulenc (1899-1963), ordinate per genere. Le composizioni sono state ufficialmente catalogate in base all'anno e contrassegnate con le iniziali del compositore (FP1, FP2...).

## Musica per il palcoscenico

### Opere
- FP 125 – Dialogues des Carmélites (1956), "I dialoghi delle carmelitane"
- FP 159 – Les mamelles de Tirésias (1944), "Le mammelle di Tiresia"
- FP 171 – La voix humaine (1958), "La voce umana"

### Balletti
- FP 23 – La baigneuses de Trouville (da Les Mariés de la Tour Eiffel) (1921), balletto
- FP 23 – Discours du général (da Les Mariés de la Tour Eiffel) (1921), balletto
- FP 36 – Les biches (1923), balletto
- FP 45 – Pastourelle (da L’éventail de Jeanne) (1927), balletto
- FP 111 – Les animaux modèles (1940-1941), balletto

1. L'alba
2. Il leone innamorato
3. Un uomo di mezz'età e le sue due cameriere
4. La morte e il picchio
5. Due galli
6. Pasto di mezzogiorno

### Musica per il teatro
- FP 80 – Suite française d’après Claude Gervaise (16e siècle) (1935), per 2 oboi, 2 fagotti, 2 trombe, 3 tromboni, cembalo e percussioni

1. Bransle de Bourgogne
2. Pavane
3. Petite marche militaire
4. Complainte
5. Bransle de Champagne
6. Sicilienne
7. Carillon

- FP 106 – Léocadia (1940)
- FP 138 – L'invitation au château (1947), musica di scena

## Per orchestra
- FP 25 – Fanfare (1921)
- FP 50 – Pièce brève sur le nom d'Albert Roussel (1929, orch.1949)
- FP 51 – Aubade, concerto chorégraphique per pianoforte e 18 strumenti (1929)

1. Toccata (Lento et pesante, Molto animato)
2. Recitatif Les Compagnes de Diane (Largehetto)
3. Rondeau Diane et compagnes (Allegro)
4. Entrée de Diane
5. Toilette de Diane (Presto)
6. Recitatif- Introduction à la variation de Diane (Larghetto)
7. Andante- Variation de Diane (Andante con moto)
8. Allegro féroce- Désespoir de Diane
9. Conclusion- Adieux et départ de Diane (Adagio)

- FP 88 – 2 Marches e un intermède (1937)

1. Marche 1889
2. Intermède champetre
3. Marche 1937

- FP 104 – 2 Préludes posthumes e une Gnossienne (1939) (orchestrazioni di musiche di Erik Satie)
- FP 141 – Sinfonietta (1947)
- FP 153 – Matelote provençale (da La guilande de Campra) (1952)
- FP 160 – Bucolique (da Variations sur le nom de Marguerite Long) (1954)

### Concertante
- FP 49 – Concert champêtre per clavicembalo e orchestra (1927-1928)
- FP 61 – Concerto in re minore per 2 pianoforti e orchestra (1932)
- FP 93 – Concerto per organo, orchestra e timpani (1938)
- FP 146 – Concerto per pianoforte e orchestra (1949)

## Musica da camera
- FP 7 – Sonata per 2 clarinetti (1918, rev.1945)
- FP 32 – Sonata per clarinetto e fagotto (1922, rev.1945)
- FP 33 – Sonata per corno, trombone e tromba (1922, rev.1945)
- FP 43 – Trio per pianoforte, oboe e fagotto (1926)
- FP 60 – Bagatelle in re minore per violino e pianoforte (da Le bal masqué) (1931)
- FP 74 – Villanelle per flauto dolce e pianoforte (1934)
- FP 100 – Sestetto per pianoforte, flauto, oboe, clarinetto, fagotto e corno (1930-1932)
- FP 119 – Sonata per violino e pianoforte (1942-1943, rev.1949)[1]
- FP 129 – L'histoire de Babar, le petit éléphant (1940-1945), per voce narrante e pianoforte
- FP 143 – Sonata per violoncello e pianoforte (1940-1948, rev.1953)
- FP 164 – Sonata per flauto e pianoforte (1956)
- FP 168 – Élégie per corno e pianoforte (1957)
- FP 179 – Sarabande per chitarra (1960)
- FP 184 – Sonata per clarinetto e pianoforte (1962)
- FP 185 – Sonata per oboe e pianoforte (1962)

## Musica per pianoforte
- FP 5 – 3 Pastorales (1917)
- FP 8 – Sonata per pianoforte a 4 mani (1918, 1939)

1. Prélude
2. Rustique
3. Final

- FP 14 – 3 Mouvements perpétuels (1918)

1. Assez modéré
2. Très modéré
3. Alerte

- FP 17 – Valse in do (da Album des Six) (1919)
- FP 19 – Suite in do (1920)
- FP 21 – 5 Impromptus (1920-1921, rev.1939)
- FP 24 – Promenades (10 Pièces) (1921)

1. A pied (Nonchalent)
2. En auto (Tres agite)
3. A cheval (Modere)
4. En bateau (Agite)
5. En avion (Lent)
6. En autobus (Trépidant)
7. En voiture (Lent)
8. En chemin de fer (Vif)
9. A bicyclette (Vite)
10. En diligence (Lent)

- FP 40 – Napoli (1922-1925)

1. Barcarolle
2. Nocturne
3. Caprice Italien

- FP 45 – Pastourelle (da L'éventail de Jeanne) (1927)
- FP 47 – 2 Novelettes (1927-1928)
- FP 48 – 3 Pièces (1928)

1. Pastorale
2. Toccata
3. Hymne

- FP 50 – Pièce brève sur le nom d'Albert Roussel (1929, orch.1949)
- FP 56 – 8 Nocturnes (1929-1938)
  - Nocturne No.1 in Do
  - Nocturne No.2, Bal de jeunes filles
  - Nocturne No.3, Les cloches de Malines
  - Nocturne No.4, Bal fantôme
  - Nocturne No.5, Phalenes
  - Nocturne No.6 in Sol
  - Nocturne No.7 in Mib
  - Nocturne No.8, pour servir de coda au cycle
- FP 60 – Caprice in do maggiore (da Le bal masqué) (1932)
- FP 60 – Intermède (da Le bal masqué) (1932)
- FP 62 – Valse-improvisation sur le nom de Bach (1932)
- FP 63 – Improvisation No. 1 (1932)
- FP 63 – Improvisation No. 2 (1932)
- FP 63 – Improvisation No. 3 (1932)
- FP 63 – Improvisation No. 4 (1932)
- FP 63 – Improvisation No. 5 (1932)
- FP 63 – Improvisation No. 6 (1932)
- FP 63 – Improvisation No. 7 (1933)
- FP 63 – Improvisation No. 8 (1934)
- FP 63 – Improvisation No. 9 (1934)
- FP 63 – Improvisation No. 10 “Éloge des gammes” (1934)
- FP 65 – Villageoises (Petites pièces enfantines) (1933)

1. Valse tyrolienne
2. Staccato
3. Rustique
4. Polka
5. Petite ronde
6. Coda

- FP 68 – Feuillets d'album (1933)

1. Ariette
2. Rêve
3. Gigue

- FP 70 – Presto in si bémol maggiore (1934)
- FP 71 – 2 Intermezzi (1934)

1. en C
2. en D plat

- FP 72 – Humoresque (1934?)
- FP 73 – Badinage (1934)
- FP 80 – Suite française d’après Claude Gervaise (1935)

1. Bransle de Bourgogne
2. Pavane
3. Petite marche militaire
4. Complainte
5. Bransle de Champagne
6. Sicilienne
7. Carillon

- FP 84 – Les soirées de Nazelles (1930-1936)

1. Preambule
2. Le Comble de la distinction
3. Le Coeur sur la main
4. Le Desinvoluture et la Discretion
5. La Suite dans les idees
6. Le Charme enjeleur
7. Le Contentement de soi
8. Le Gout du malheur
9. L'Arte Vieilesse
10. Cadence
11. Final

- FP 87 – Bourrée, au pavillon d'Auvergne (da À l'exposition) (1937)
- FP 105 – Mélancolie (1940)
- FP 113 – Improvisation No. 11 (1941)
- FP 113 – Improvisation No. 12 “Hommage à Schubert” (1941)
- FP 118 – Intermezzo No. 3 en A plat (1943)
- FP 150 – L'embarquement per Cythère, valse-musette per 2 pianoforti (1951)
- FP 151 – Thème varié (1951)
- FP 155 – Capriccio (da Le bal masqué) per 2 pianoforti (1952)
- FP 156 – Sonata per 2 pianoforti (1952-1953)
- FP 170 – Improvisation No. 13 (1958)
- FP 170 – Improvisation No. 14 (1958)
- FP 175 – Élégie (en accords alternés) per 2 pianoforti (1959)
- FP 176 – Improvisation No. 15 “Hommage à Édith Piaf” (1959)
- FP 173 – Novelette (No. 3) sur un thème de Manuel de Falla (1959)

## Musica corale
- FP 31 – Chanson à boire (1922) per coro virile
- FP 81 – 7 canzoni (1936) per coro
- FP 82 – Litanies à la Vierge Noire de Rocamadour (1936) per coro femminile (o coro di voci bianche) e organo (o archi & Timpani)
- FP 83 – Petites voix (1936), 5 canzoni per coro di voci bianche
- FP 89 – Messa in sol maggiore (1937) per coro
- FP 90 – Sécheresses (1937) per coro e orchestra
- FP 97 – 4 Motets per un temps de pénitence (1938-1939) per coro
- FP 109 – Exultate Deo (1941), mottetto per occasioni solenni per coro
- FP 110 – Salve regina (1941) per coro
- FP 120 – Figure humaine, Cantate (1943) per doppio coro
- FP 126 – Un soir de neige, Petite cantate chambre (1944) per 6 voci o coro
- FP 130 – 8 chansons françaises (1945) per coro
- FP 142 – 4 Petites prières de Saint François d'Assise (1948) per coro virile
- FP 148 – Stabat Mater (1951) per soprano, coro misto e orchestra
- FP 152 – 4 Motets per le temps de Noël (1951-1952) per coro
- FP 154 – Ave verum corpus (1952), mottetto per coro femminile a tre voci
- FP 172 – Laudes de Saint Antoine de Padoue (4) (1957-1959) per coro virile
- FP 177 – Gloria (1959) per soprano, coro e orchestra
- FP 181 – 7 Répons des ténèbres (1961) per soprano (bambino), coro di voci bianche, coro virile e orchestra

## Musica vocale
- FP 3 – Rapsodie nègre  (1917, 1919, rev.1937)

1. Prelude
2. Ronde
3. Honoloulou
4. Pastorale
5. Final

- FP 11 – Toréador (Chanson hispano-italienne) (1918, rev.1932)
- FP 15 – Le bestiaire, ou Le cortège d'Orphée (da Apollinaire, 1918-1919)

1. Le dromedaire
2. Le Chevre du Tibet
3. Le sauterelle
4. Le dauphin
5. L'ecrevisse
6. La carpe

- FP 16 – Cocardes (1919) per tenore e complesso jazz

1. Mile de Narbonne
2. Bonne d'Enfant
3. Enfant de Troupe

- FP 20 – Le gendarme incompris (Comédie-bouffe in un acte mêlée de chants) (1921)
- FP 22 – 4 poesie di Max Jacob (1921)

1. Est-il un coin plus solitaire
2. C´est pour aller au bal
3. Poète et ténor
4. Dans le buisson de mimosa

- FP 38 – 5 poesie de Pierre Ronsard (1924-1925)
- FP 42 – 8 canzoni gaillardes (1925-1926)
- FP 44 – Vocalise (1927)
- FP 46 – 4 Airs chantés (1927-1928)
- FP 55 – Épitaphe (1930)
- FP 57 – 3 poesie di Louise Lalanne (1931)
- FP 58 – 4 poesie de Guillaume Apollinaire (1931)
- FP 59 – 5 poesie de Max Jacob (1931)
- FP 60 – Le bal masqué (Cantate profane) (1932)

1. Preambule et Air de bravoure
2. Intermède
3. Malvina
4. Bagatelle
5. Le dame aveugle
6. Finale

- FP 69 – 8 canzoni polonaises (1934)
- FP 75 – 4 canzoni per enfants (1934-1935)
- FP 77 – 5 poesie de Paul Éluard (1935)
- FP 86 – Tel jour, telle nuit (1936-1937) (9 melodie)
- FP 91 – 3 poesie de Louise de Vilmorin (1937)
- FP 92 – Le portrait (1938)
- FP 94 – 2 poesie de Guillaume Apollinaire (1938)
- FP 95 – Priez per paix (1938)
- FP 96 – La grenouillère (1938)
- FP 98 – Miroirs brûlants (1938-1939) (2 melodie)
- FP 99 – Ce doux petit visage (1939)
- FP 101 – Fiançailles per rire (1939) (6 melodie)
- FP 102 – Bleuet (1939)
- FP 106 – Les chemins de l'amour – Valse chantée (1940) (da Léocadia)
- FP 107 – Banalités (1940) (da Apollinaire)

1. Chanson d'Orkenise
2. Hôtel
3. Fâgnes de Wallonie
4. Voyage à Paris
5. Sanglots

- FP 108 – Colloque per soprano, baritono e pianoforte (1940)
- FP 117 – 6 canzoni villageoises (1942)
- FP 121 – Métamorphoses (1943) (3 melodie)
- FP 122 – 2 poesie di Louis Aragon (1943)

1. "C"
2. Fêtes galantes

- FP 127 – Deux Mélodies de Guillaume Apollinaire (1941 - 1945)

1. Montparnasse
2. Hyde Park

- FP 129 – Histoire de Babar, le petit éléphant, per pianoforte e voce recitante (1940 - 1945)
- FP 131 – 2 melodies sur des poesie de Guillaume Apollinaire (1946)
- FP 132 – Paul e Virginie (1946)
- FP 134 – Le disparu (1947)
- FP 135 – Main dominée par le cœur (1947)
- FP 136 – 3 canzoni da Federico García Lorca (1947)
- FP 137 – ...mais mourir (1947)
- FP 140 – Calligrammes (1948) (7 melodie)
- FP 144 – Hymne (1947)
- FP 145 – Les bijoux aux poitrines, mazurka (Mouvements du cœur) (1949)
- FP 147 – La fraîcheur e le feu (1950) (7 melodie)
- FP 157 – Parisiana (1954) (2 melodie)
- FP 158 – Rosemonde (1954)
- FP 161 – Le travail du peintre (1956) (7 melodie)
- FP 162 – 2 melodie (1956)
- FP 163 – Dernier poème (1956)
- FP 169 – Une chanson de porcelaine (1958)
- FP 174 – Fancy (1962)
- FP 178 – La courte paille (1960) (7 melodie)
- FP 180 – La dame de Monte Carlo, monologue lirico per soprano e orchestra (1961)